# Provincia di Relizane
La provincia di Relizane è una delle 58 province dell'Algeria. Prende il nome dal suo capoluogo Relizane. Altre città importanti della provincia sono Bendaoud, Bouzegza, Hamri, Kalaa, Mazouna e Zemmoura.

## Popolazione
La provincia conta 726.180 abitanti, di cui 366.301 di genere maschile e 359.879 di genere femminile, con un tasso di crescita dal 1998 al 2008 dell'1.3%.

## Centri abitati
- Aïn Rahma
- Aïn Tarek
- Ammi Moussa
- Belassel Bouzegza
- Bendaoud
- Beni Dergoun
- Beni Zentis
- Dar Ben Abdellah
- Djidioua
- El Guettar (Algeria)
- El Hamadna
- El Hassi (Relizane)
- El Matmar
- El Ouldja (Relizane)
- Had Echkalla
- Hamri
- Kalaa
- Lahlef
- Mazouna
- Mediouna (Algeria)
- Mendes (Algeria)
- Merdja Sidi Abed
- Ouarizane
- Oued El Djemaa
- Oued Essalem
- Oued Rhiou
- Ouled Aiche
- Ouled Sidi Mihoub
- Ramka
- Relizane
- Sidi Khettab
- Sidi Lazreg
- Sidi M'Hamed Ben Ali
- Sidi M'Hamed Benaouda
- Sidi Saada
- Souk El Had (Relizane)
- Yellel
- Zemmora

## Distretti
- Distretto di Aïn Tarek
- Distretto di Ammi Moussa
- Distretto di Djidioua
- Distretto di El Hamadna
- Distretto di El Matmar
- Distretto di Mazouna
- Distretto di Mendes
- Distretto di Oued Rhiou
- Distretto di Ramka
- Distretto di Relizane
- Distretto di Sidi M'Hamed Ben Ali
- Distretto di Yellel
- Distretto di Zemmora